# 愛知県道356号大野瀬小渡線

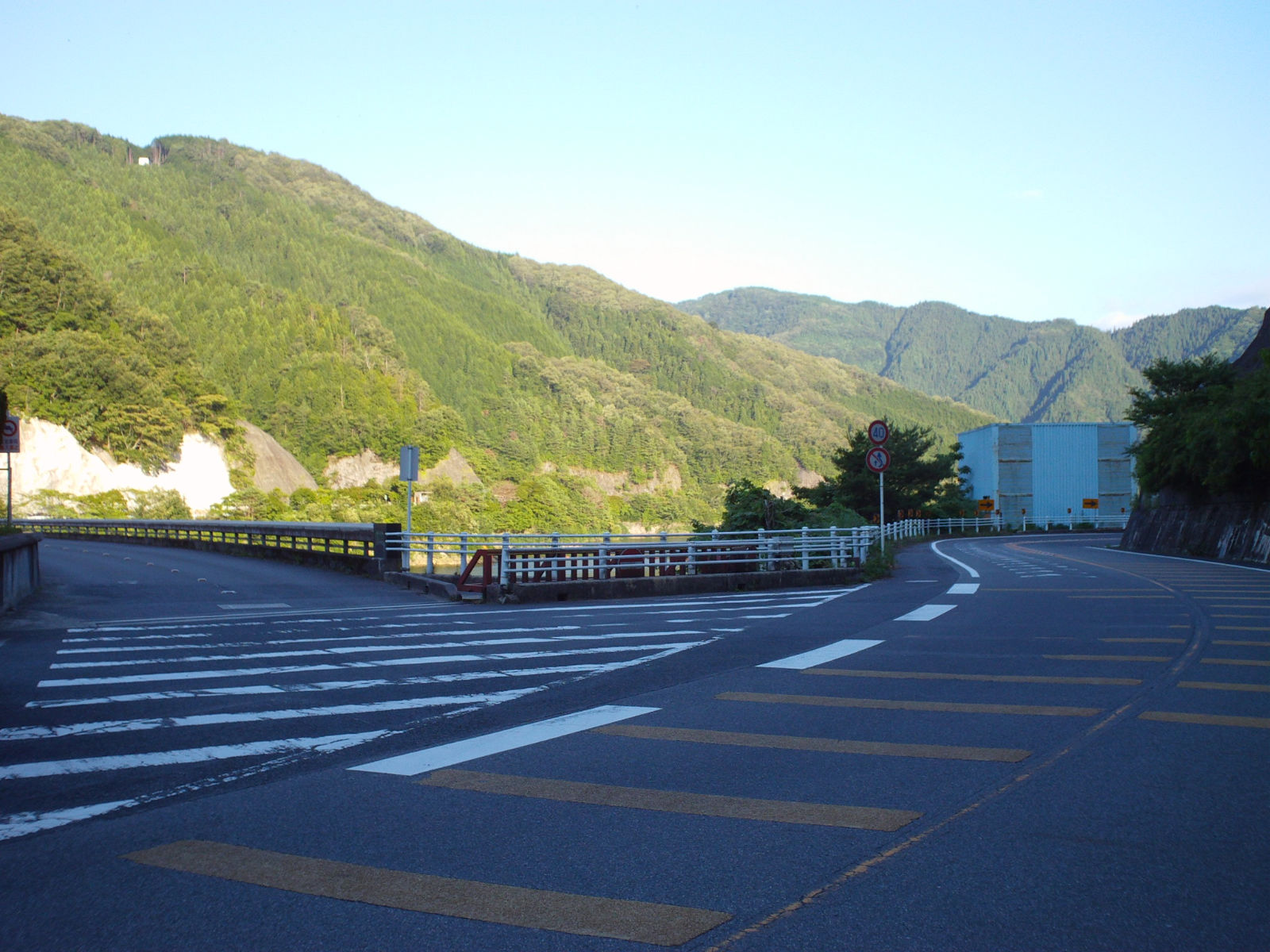
矢作ダム堤（管理道路）との交差点。右側が県道（2011年7月）

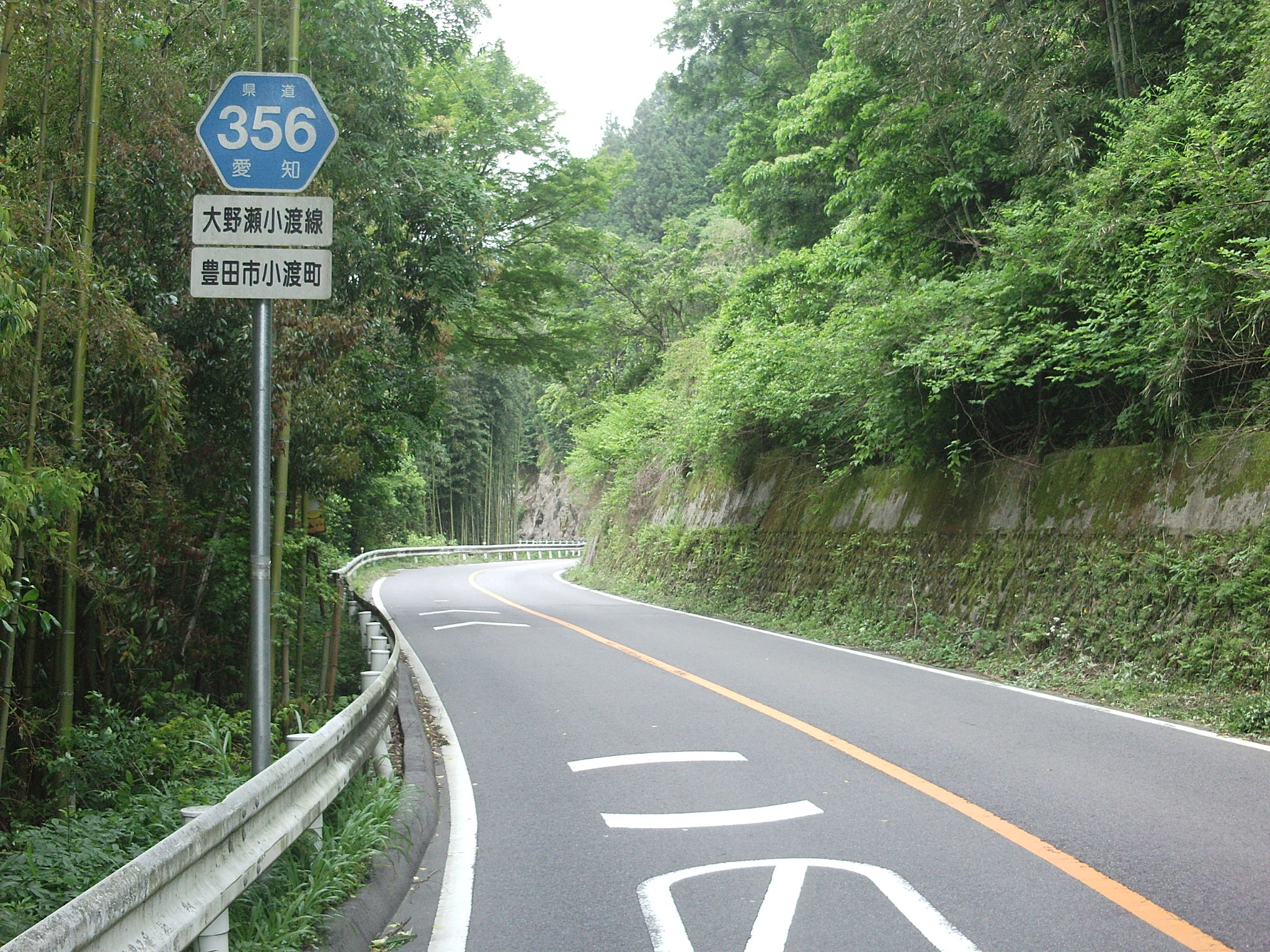
終点の小渡町。旧旭町（現･豊田市の市域）の中心部付近。

愛知県道356号大野瀬小渡線（あいちけんどう356ごう おおのせおどせん）は、愛知県豊田市内を通る一般県道である。

## 概要

### 路線データ
- 起点：愛知県豊田市大野瀬町
- 終点：愛知県豊田市小渡町(愛知県道11号豊田明智線交点)

## 沿革
- 1977年2月28日：認定

## 通行上の注意
- 川沿いにあって冬場の凍結時にはスリップ注意（カーブ多し）

## 沿線概況
- 起点から豊田市押山町日向(国界橋南詰付近)までの区間は、道幅が狭く一部舗装がされていない袋小路となっている。
- 上記の区間を除いたほぼ全線が異常気象時通行規制区間に指定されており、時間雨量30mm/h以上または連続雨量100mm以上で通行止めとなる。

### 重複区間
- 国道257号(豊田市川手町)

## 地理

### 通過する自治体
- 愛知県
  - 豊田市

### 交差する道路
- 国道257号(豊田市川手町・押山町)
- 愛知県道484号牛地大多賀線(豊田市牛地町)
- 愛知県道11号豊田明智線(豊田市小渡町)

### 沿線に存在する主な施設
- 押川大滝
- 奥矢作第二発電所
- 矢作ダム(奥矢作湖)
- 矢作第二ダム
- 豊田市役所 旭支所